# Näverön
Näverön är ett naturreservat i Kalix kommun i Norrbottens län.
Området är naturskyddat sedan 2005 och är 1,5 kvadratkilometer stort. Reservatet omfattar en halvö med detta namn i Kalix skärgård. Reservatet består av en barrskogsklädd höjd med hällmarkstallskog högst upp.
. 